# Cortona
Cortona je město nacházející se v italském Toskánsku, v provincii Arezzo. Má 22 000 obyvatel.

## Historie

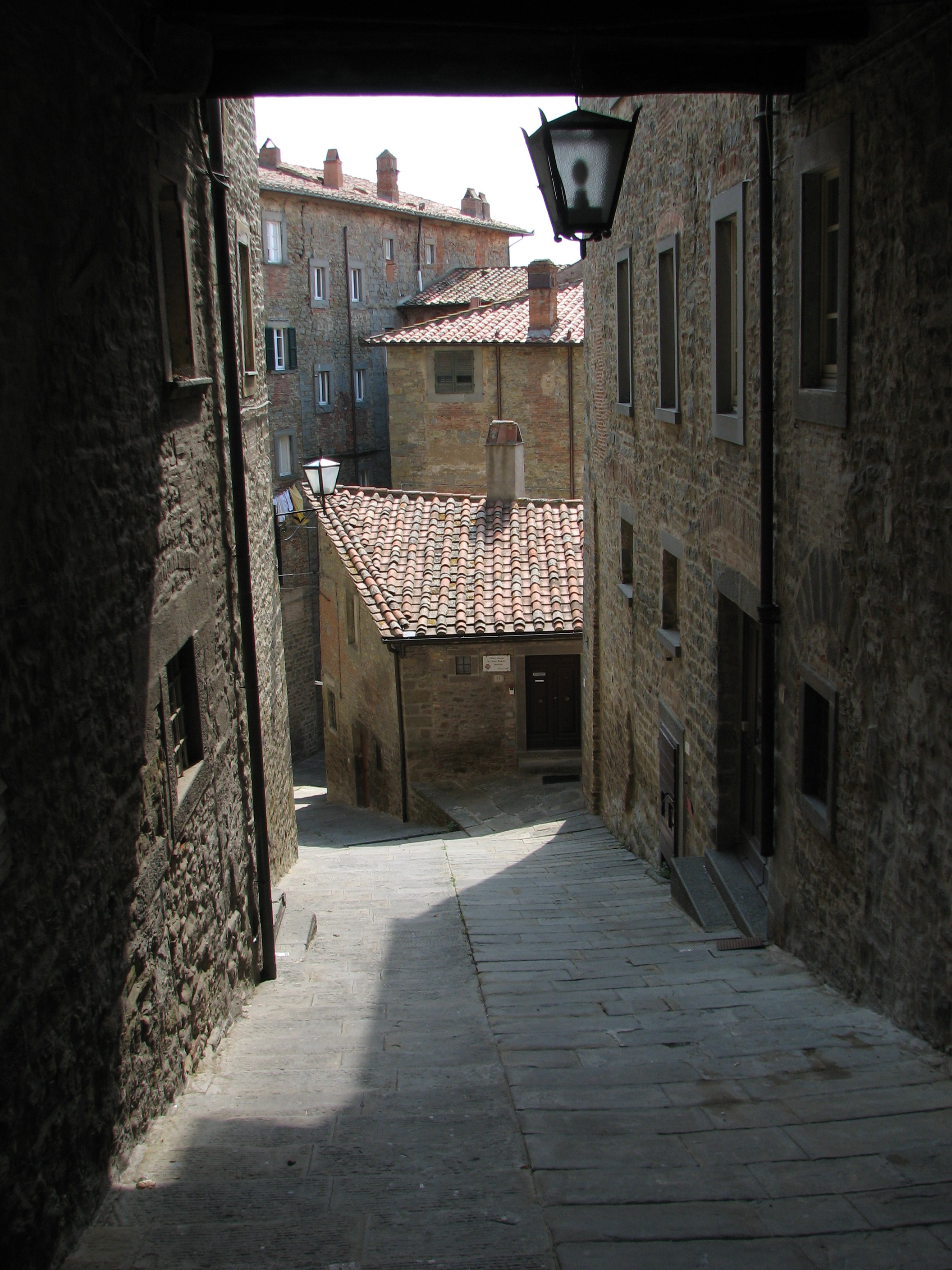
Staré město

Město Cortona založili Etruskové pod názvem Curtun. Od roku 1325 je sídlem biskupa. V místní knihovně se dochoval důležitý středověký hudební rukopis Laudář z Cortony.

## Vývoj počtu obyvatel
Počet obyvatel

## Známí obyvatelé města
- Pietro da Cortona, malíř a architekt
- Fra Angelico, malíř

## Partnerská města
- Krujë
- Chinon
- San Josè de Los Remates
- Újbuda
- Athens
- Czechowice-Dziedzice